# Martha Wainwright

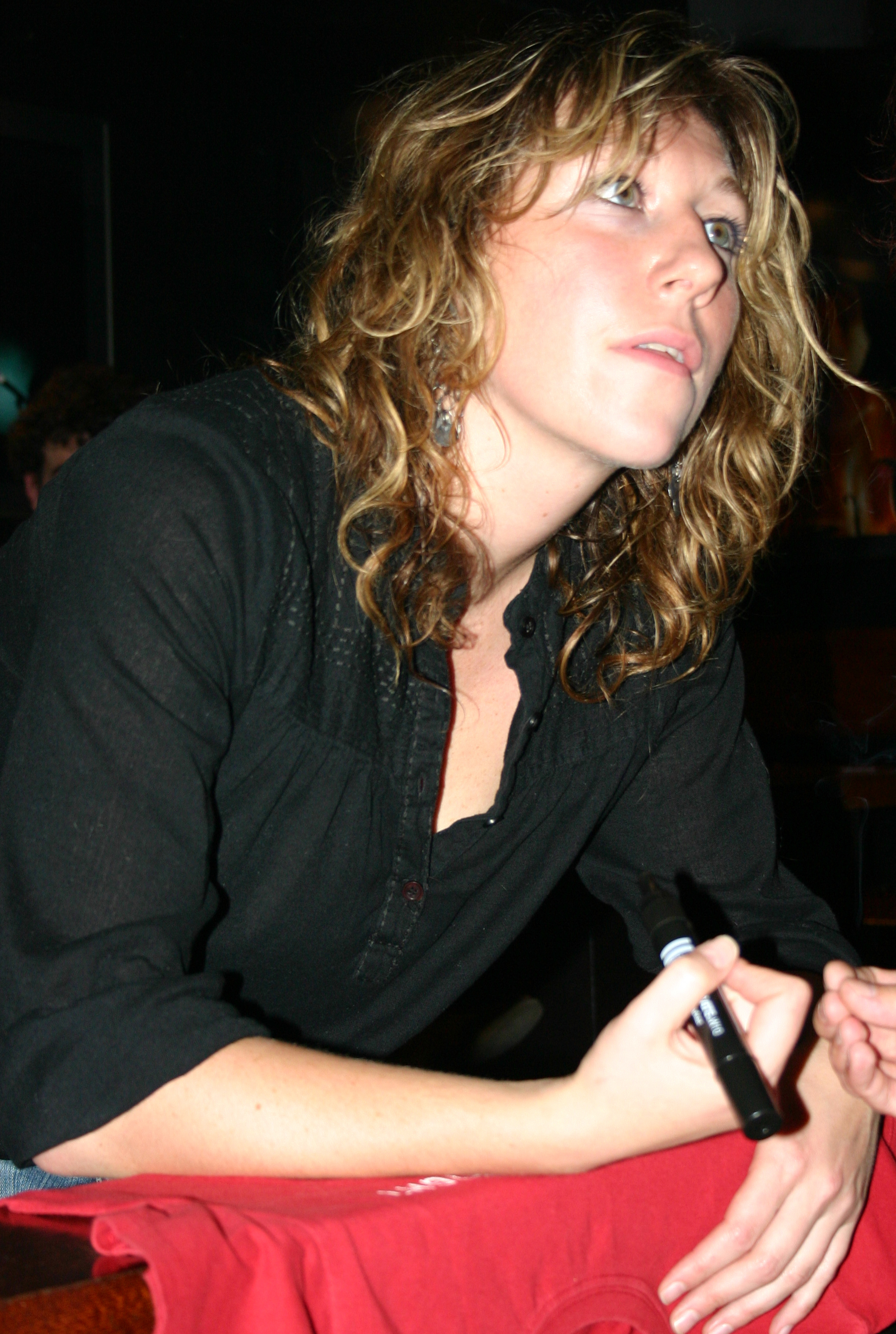
Martha Wainwright (2005)

Martha Wainwright (Quebec, 8 mei 1976) is een Canadese singer-songwriter. Zij is een dochter van troubadour Loudon Wainwright III en folkzangeres Kate McGarrigle. Ze heeft een oudere broer, de inmiddels ook bekende zanger Rufus Wainwright.
Al op haar tiende speelde Martha in een band: de McGarrigle Sisters and Family, van moeder Kate, tante Anna en kinderen Rufus en Martha zorgde voor een aantal regionale succesjes, en veroorzaakte ook de nominatie van Rufus voor 'Juno', de Canadese Grammy, als veelbelovend artiest.
Later heeft Martha geregeld meegewerkt aan de muzikale carrière van haar familieleden, maar tot in 2005 kwam ze niet verder dan een aantal singletjes die in eigen beheer werden uitgebracht. In dat jaar bracht zij voor het eerst een geheel eigen cd uit, met als titel 'Martha Wainwright'. De muziek die op deze cd staat is een combinatie van pop-, rock- en folkmuziek.
In 2004 zong ze "I'll Be Seeing You" voor de soundtrack van de film The Aviator in de jaren 30 stijl.
Martha Wainwright zong in 2006 mee in het nummer Set The Fire To The Third Bar op de cd Eyes Open van de Schotse band Snow Patrol. Dit nummer is in België uitgebracht op single.
Martha bracht in mei 2008 haar nieuwe album 'I Know You're Married But I've Got Feelings Too' uit. Deze cd bereikte de 63e positie in de Album Top 100 in Nederland. Martha trad ook in Nederland op tijdens haar Europese tour in mei 2008 en wederom in oktober 2008 gedurende haar tweede Europese tour.

## Discografie

### Albums
| Album met eventuele hitnotering(en) in de Nederlandse Album Top 100 | Datum van verschijnen | Datum van binnenkomst | Hoogste positie | Aantal weken | Opmerkingen |
| ------------------------------------------------------------------- | --------------------- | --------------------- | --------------- | ------------ | ----------- |
| BMFA                                                                | 2004                  | -                     |                 |              |             |
| Martha Wainwright                                                   | 2005                  | -                     |                 |              |             |
| I know you're married but I've got feelings too                     | 2008                  | 17-05-2008            | 63              | 3            |             |
| Come home to mama                                                   | 12-10-2012            |                       |                 |              |             |

| Album met hitnotering(en) in de Vlaamse Ultratop 200 albums | Datum van verschijnen | Datum van binnenkomst | Hoogste positie | Aantal weken | Opmerkingen |
| ----------------------------------------------------------- | --------------------- | --------------------- | --------------- | ------------ | ----------- |
| I know you're married but I've got feelings too             | 2008                  | 17-05-2008            | 40              | 5            |             |
| Come home to mama                                           | 2012                  | 27-10-2012            | 93              | 1*           |             |

### Singles
| Single met hitnotering(en) in de Vlaamse Ultratop 50 | Datum van verschijnen | Datum van binnenkomst | Hoogste positie | Aantal weken | Opmerkingen     |
| ---------------------------------------------------- | --------------------- | --------------------- | --------------- | ------------ | --------------- |
| Set the fire to the third bar                        | 2008                  | 19-04-2008            | 41              | 3            | met Snow Patrol |

### NPO Radio 2 Top 2000
| Nummer met noteringen in de NPO Radio 2 Top 2000 | '15  | '16  | '17  | '18  | '19  |
| ------------------------------------------------ | ---- | ---- | ---- | ---- | ---- |
| Set the Fire to the Third Bar (met Snow Patrol)  | 1624 | 1867 | 1865 | 1909 | 1964 |

1. ↑  Een vetgedrukt getal geeft de hoogste notering aan.
2. ↑  2015 was het eerste jaar met een notering voor dit nummer.
3. ↑  Deze tabel is bijgewerkt tot en met de laatste editie (2024).